# Sally Hayden
Sally Hayden és una periodista i escriptora irlandesa. És corresponsal a l'estranger, i ha informat des del Sudan, Etiòpia, Uganda i Ruanda. El seu llibre My Fourth Time, We Drowned, una investigació sobre la crisi dels migrants, es va publicar el 2022 i va ser guardonat amb The Orwell Prize for Political Writing 2022, el 2022 el Michel Déon Prize i el 2022 tambe guanyà el reconeixement Overall Book als Irish Book Awards.

## Formació
Hayden va obtenir una llicenciatura en dret civil a la University College de Dublín el 2012. Hayden també té un màster en Relacions Internacionals pel Trinity College de Dublín.

## Carrera
Hayden ha escrit per a la BBC, TIME, The Guardian, Newsweek, The Washington Post, Al Jazeera, CNN International, NBC News, Channel 4 News, The New York Times, Thomson de la Fundació Thomson Reuters, Magnum Photos, The Irish Times, The Financial Times, The Daily Telegraph, RTÉ. El 2014, va ser escriptora de VICE News.
L'any 2020 va rebre el premi UCD Alumni de Dret.

## My Fourth Time, We Drowned
El primer llibre de Hayden descriu la lluita pels migrants i refugiats africans per arribar a Europa. El maig de 2023, l'autor Max Porter va nomenar l'obra com el "Llibre per canviar el món". També va ser nomenat als Irish Book Awards de no-ficció i, en general, llibre de l'any el 2022, i va ser finalista per al Premi Baillie Gifford 2022.
Amb motiu del Dia Internacional dels Migrants 2022, Kim Yi-Dionne i Laura Seay de The Washington Post van nomenar el llibre de Hayden entre els tres millors llibres nous per llegir sobre el tema.

## Reconeixement
Hayden va ser nomenada "Journalist of the Year" el 2023 per NewsBrands Ireland, i "Foreign Coverage Journalist of the Year" el 2019 i 2023.